# Zlatni rat
Zlatni rat (česky Zlatý roh) je chorvatská pláž, mys a poloostrov/kosa při Jaderském moři, nacházející se na jižní straně dalmatského ostrova Brač (Splitsko-dalmatská župa) v obci Bol zhruba 1,5 km západně od centra obce v podobě přístavu.
Oblázková pláž má tvar rohu vybíhajícího z ostrova v délce několika set metrů a svažuje se prudce do moře. Oblázky jsou unášeny mořskými proudy a vlnami. Pláž tím získává stále jiný tvar a sklon – někdy je „roh“ zahnutý doprava, jindy doleva. Výběžek vznikl odnosem materiálu z velké skalnaté rokle, která vyúsťuje z hor nad výběžkem.
V borovém lesíku v těsném sousedství Zlatého rohu se nacházejí zbytky římské villy, včetně zbytku nádrže, někdy označované jako plavecký bazén, i když patrně šlo spíše o vodní rezervoár. Směrem k východu na cestě do centra Bolu je pak pobřeží lemováno četnými hotely s plážovými bary a tenisovými kurty.